# Kimry
Kimry (rusky Кимры) je město v Tverské oblasti v Rusku. Je administrativním centrem Kimrského rajónu. V roce 2015 zde žilo 46 753 obyvatel. Leží na břehu řeky Volhy. Ve městě je 10 pošt, jejich indexy jsou: 171500 - 171508 a 171516.

## Partnerská města
- Kornwestheim, Německo
- Eastleigh, Spojené království